# Camille Douls
Camille Douls (Sévérac-l'Église, 18 de octubre de 1864-Akabli, 6 de febrero de 1889) fue un explorador francés.

## Biografía

### Primeros años
Fue hijo de Marie Truel y François Douls, un agrimensor de Aveyron. Desde joven se interesó por las ciencias naturales, así como por la exploración de África, y aprendió dibujo, cosmografía, geología, zoología y botánica con su padre. Hizo un viaje a las Antillas a principios de la década de 1880.

### Primer viaje al Sáhara

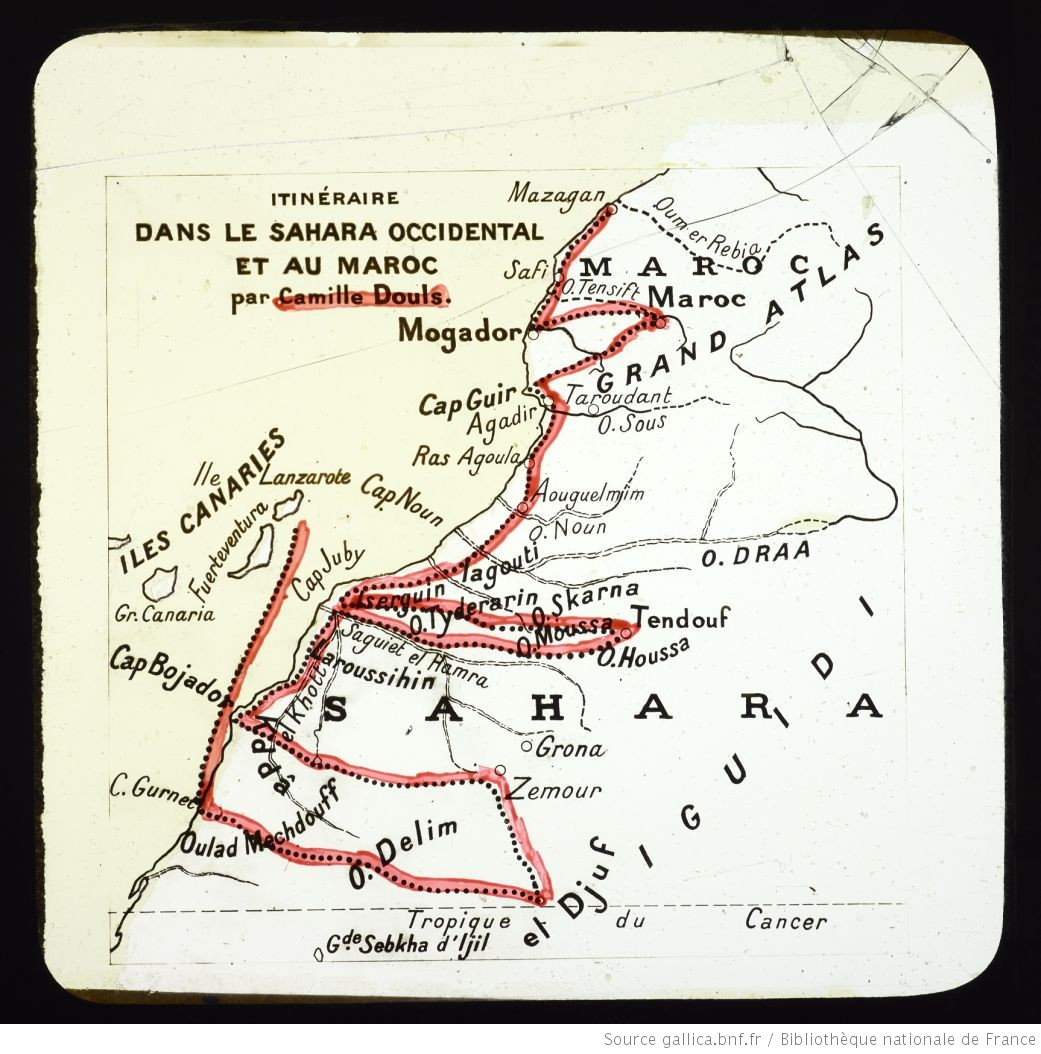
Itinerario de Camille Douls en 1887

Decidido a recorrer el Sáhara, y siguiendo el ejemplo de otros exploradores de su época, Douls preparó minuciosamente su viaje durante una estancia de dos años en Marruecos. Aprendió árabe, costumbres musulmanas y partes del Corán y también se realizó la circuncisión. Su plan era cruzar el sur de Marruecos, que entonces estaba prohibido a los europeos por el sultán Hassan ben Mohammed.
A finales de 1886 viajó hasta las Islas Canarias, y en enero de 1887, se hizo llevar hasta la costa africana por pescadores españoles, desembarcando en Cabo Juby,  en la costa de la región de Saguía el Hamra. Fue capturado enseguida por nómadas oulad delim, quienes le golpearon y robaron. Sus captores no creyeron que fuera musulmán y lo enterraron hasta el cuello en la arena, pero Douls recitó la oración por los moribundos y fue liberado. Luego fue llevado ante el jeque Ma al-'Aynayn, ante quien logró hacerse pasar por musulmán. Pasó cinco meses con los oulad delim, investigando sus costumbres y recogiendo información sobre las regiones circundantes. Se integró tanto en esta comunidad que incluso participó en sus razzias.
Posteriormente fue a Tinduf, siendo el segundo europeo que consiguió entrar en la ciudad, después de Oskar Lenz en 1880. A su regreso, en otra señal de su excelente integración en la tribu, el jefe del campamento, Ibrahim, le ofreció a su hija Eliazize en matrimonio. Con el pretexto de cobrar la dote, Douls se dirigió a Marrakech por la ruta de Tarfaya, atravesando la cordillera del Atlas y pasando por Egleimín. En Marrakech fue reconocido como cristiano y encarcelado, aunque la delegación inglesa en esta ciudad consiguió su liberación. Luego llegó a Esauira y desde allí regresó a Francia, donde publicó sus observaciones.

### Segundo viaje al Sáhara
Fue admitido en la Sociedad Geográfica de París y apoyado en sus proyectos por Henri Duveyrier. Quiso partir de nuevo hacia el Sáhara y obtuvo para ello un subsidio de la ciudad de París. Su objetivo era llegar a Tombuctú y el lago Chad, saliendo desde del sur de Argelia, pero fue asesinado antes de llegar a Tombuctú. Su itinerario, reconstruido a partir de su correspondencia y de los testimonios de otros europeos que lo conocieron, fue descrito por Henri Duveyrier.
Desde Marsella, llegó a Tánger en julio de 1888. Su plan consistía en viajar hasta Egipto, allí asumir una identidad de árabe y poder así recorrer el Sáhara sin ser reconocido como europeo. Para ello, se embarcó en un vapor en Gibraltar con destino a Egipto, pasó por Alejandría, Tanta y El-Tor donde, vestido de árabe, logró unirse a un grupo de peregrinos que regresaban de La Meca, y se hizo llamar El-Hadj Abd'El-Mâlek.
Regresó a Tánger hacia octubre de 1888 y, ya con su nueva identidad de musulmán, atravesó Marruecos por Tafilálet y recorrió la región argelina de Touat, para llegar a Aoulef. Su caravana se dirigió luego hacia el oasis de Akabli, punto de partida tradicional de las caravanas con destino a Tombuctú. Durante una escala en el viaje entre Aoulef y Akabli, fue asesinado, probablemente por sus dos guías tuareg, que habían descubierto su verdadera identidad.